# 盖州 (武德)
盖州，中国唐朝时设置的州。
唐高祖武德元年（618年）置盖州，治高平县（今山西省高平市）。下辖高平县、陵川县（今山西省陵川县）、盖城县（今山西省泽州县下村镇中村遗址）。武德六年（623年），晋城县（今山西省晋城市城区）、丹川县（今山西省泽州县高都镇）改属盖州，移治晋城县。武德九年（626年）废除盖城县、丹川县。唐太宗贞观元年（627年）废盖州。高平县、陵川县、晋城县改属泽州。